# Bleekgezichtbuulbuul
De bleekgezichtbuulbuul (Pycnonotus leucops) is een zangvogel uit de familie van de Buulbuuls (Pycnonotidae). Het is een endemische soort in montane gebieden in Borneo.

## Taxonomie
De vogel werd in 1888 door de Britse vogelkundige Richard Bowdler Sharpe geldig als soort beschreven.Daarna werd het taxon lange tijd beschouwd als ondersoort van de geelwangbuulbuul (P. flavescens). Volgens onderzoek gepubliceerd in 2016 is dit niet juist, de vogel zou eerder nauw verwant zijn aan de goudteugelbuulbuul (P. bimaculatus). Op de IOC World Bird List staat dit taxon nu (weer) als aparte soort.

## Kenmerken
De vogel is 17,5 tot 19 cm lang. De vogel lijkt op de geelwangbuulbuul (P. flavescens) maar is minder effen gekleurd. Opvallend is het "witte gezicht" dat contrasteert met de relatief donkere kruin, de ogen en de snavel. De vogel is ook minder geel dan de geelwangbuulbuul, alleen de onderbuik en de onderstaartdekveren zijn geel.

## Verspreiding en leefgebied
De bleekgezichtbuulbuul komt voor op in heuvelland en berggebieden in vochtig tropische natuurlijk bos of hellingbos met struikgewas in noordelijk en centraal Borneo op hoogten tussen 900 en 3600 meter boven zeeniveau. Het is bijvoorbeeld een algemene vogel in het national park Gunung Kinabalu. Het is geen bedreigde soort.

## Status
De grootte van de populatie is niet gekwantificeerd maar de soort wordt omschreven als plaatselijk algemeen. Op de Rode lijst van de IUCN heeft deze soort de status niet bedreigd.